# Brési
Le brési, braisi, breusi ou bresi est une charcuterie traditionnelle à base de viande de bœuf salée et fumée en tuyé, de la cuisine franc-comtoise du Haut-Doubs en France et de la cuisine du canton du Jura et du Jura bernois en Suisse. Il s'apparente à la viande des Grisons et à la bresaola.

## Historique

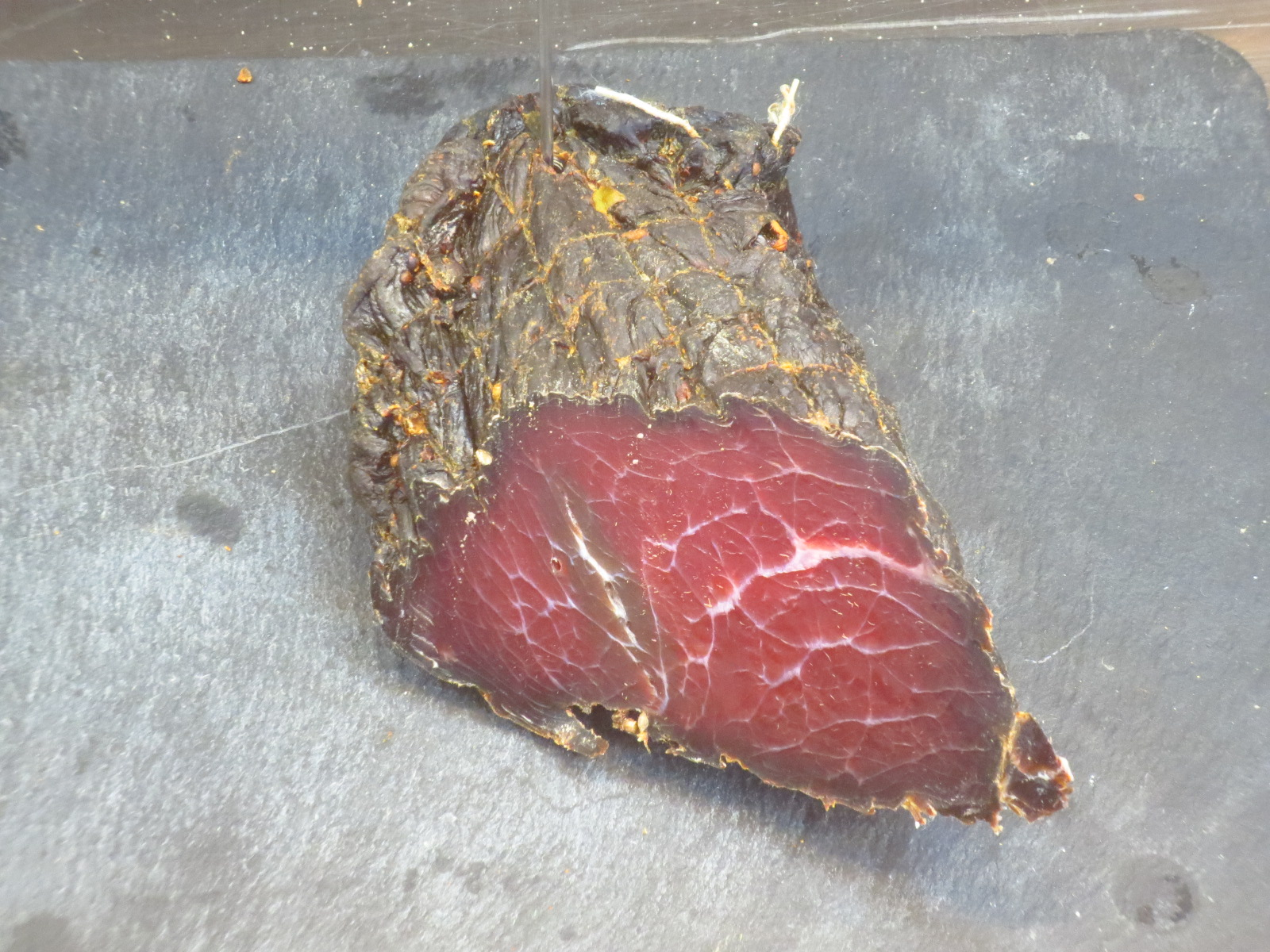

C'est au XVe siècle que remontent les premières attestations écrites concernant le braisi, que l'on trouve dans plusieurs livres de comptes régionaux. À ce moment, il s’agit alors de viande bovine salée. Un livre de comptes neuchâtelois de 1544 le mentionne. L’Inventaire du patrimoine culinaire de la France atteste son existence, sous le nom de bresilium[réf. souhaitée], aux XVIe et XVIIe siècles mais ne le lie pas au massif jurassien. Le braisi apparaît comme une pièce de bœuf salée et fumée. Le braisi était alors probablement plus largement répandu qu’à l’heure actuelle.
D'après la tradition et le Glossaire des patois de la Suisse romande, son nom viendrait de sa couleur rouge sombre et de sa texture très dure rappelant le bois de brésil[réf. nécessaire].

## Produit
En Suisse dans le canton du Jura et le Jura bernois, deux produits relativement différents sont fabriqués sous le nom de « braisi » ou « breusi ». Un produit consiste en une pièce de bœuf salée puis brièvement fumée et destinée à la cuisson. L’autre version, la plus traditionnelle, consiste en une pièce de bœuf salée et fumée puis séchée à l’air. Le produit ressemble alors à la viande séchée du Valais ou des Grisons, notamment dans son aspect extérieur et sa texture. Destinée à être mangée crue, elle est coupée en fines tranches. Outre braisi ou breusi, de nombreuses variantes désignent cette viande : bresi, brézi, brezi, breusi, breuzil, breusil, brézot, brésat, etc.
En France, le brési est fabriqué à partir de morceaux de viande de bœuf de race montbéliarde et simmental française. Les morceaux sont salés au sel sec, et parfois frottés d'aromates (thym, laurier, genièvre, girofle) puis subissent un séchage et un fumage pendant trois semaines dans les tuyés au bois de résineux. Cette méthode de fabrication donne à la chair du brési sa couleur rouge foncé, sa dureté et de puissants arômes.
Le brési se consomme en tranches très fines, comme accompagnement de fondue au fromage, de raclette ou d'assiette comtoise. Certains en mangent à l'apéritif, emballant éventuellement un morceau de vieux gruyère ou comté.